# Deiningen
Deiningen település Németországban, azon belül Bajorországban. Lakosainak száma 1851 fő (2023. december 31.).

## Népesség
A település népessége az elmúlt években az alábbi módon változott:
| Lakosok száma | 939  | 1541 | 1445 | 1482 | 1974 | 1867 | 1810 | 1809 | 1817 | 1851 |
|               | 1875 | 1950 | 1975 | 1987 | 2012 | 2014 | 2016 | 2017 | 2021 | 2023 |